# Кам'яногірка (Гайсинський район)
Кам'яногі́рка — село в Україні, у Дашівській селищній громаді Гайсинського району Вінницької області. Розташоване на обох берегах річки Сорока (притока Собу) за 26 км на південний схід від міста Іллінці. Через село проходить автошлях Р33. Населення становить 898 осіб (станом на 1 січня 2018 р.). 

## Назва
Походить від кам'яної гори, яка є на території населеного пункту.

## Історія
7 (20) листопада 1917 року, відповідно до Третього Універсалу Української Центральної Ради, увійшло до складу Української Народної Республіки.
12 червня 2020 року, відповідно розпорядження Кабінету Міністрів України № 707-р «Про визначення адміністративних центрів та затвердження територій територіальних громад Вінницької області», село увійшло до складу Дашівської міської громади.
19 липня 2020 року, в результаті адміністративно-територіальної реформи і ліквідації Іллінецького району, село увійшло до складу Гайсинського району.

## Населення

### Мова
Розподіл населення за рідною мовою за даними :
| Мова       | Кількість | Відсоток |
| ---------- | --------- | -------- |
| українська | 925       | 98.1%    |
| російська  | 16        | 1.7%     |
| вірменська | 1         | 0.1%     |
| білоруська | 1         | 0.1%     |
| Усього     | 943       | 100%     |

## Виробництво і соціальна сфера
Раніше село було відоме своїм цукровим заводом, який від 2005 р. вже не працює. У Кам'яногірці є дитячий садок, початкова школа, олійня, три крамниці, їдальня (тепер розважальний заклад для молоді), клуб, кафе.

## Галерея

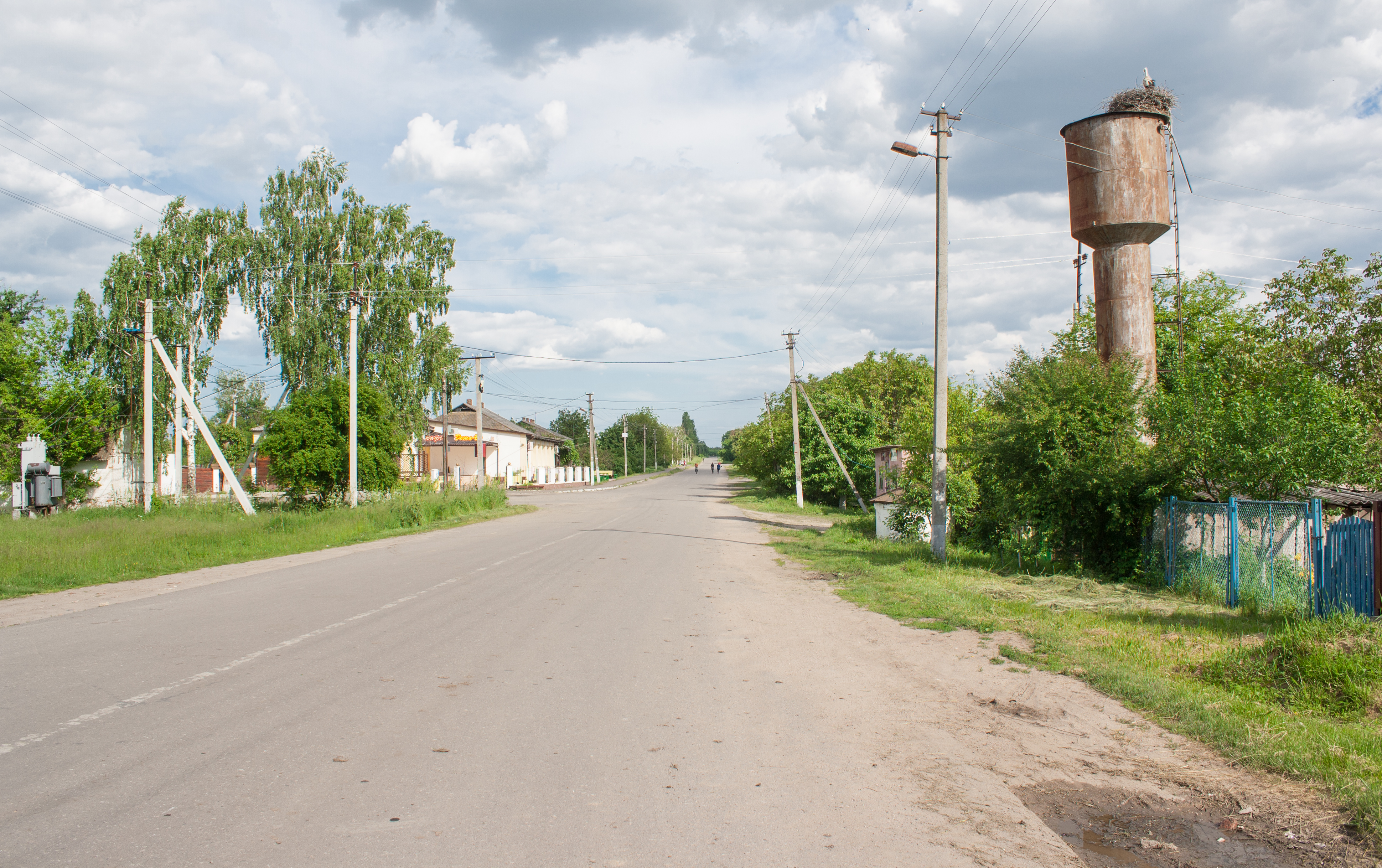
Вулиця Центральна
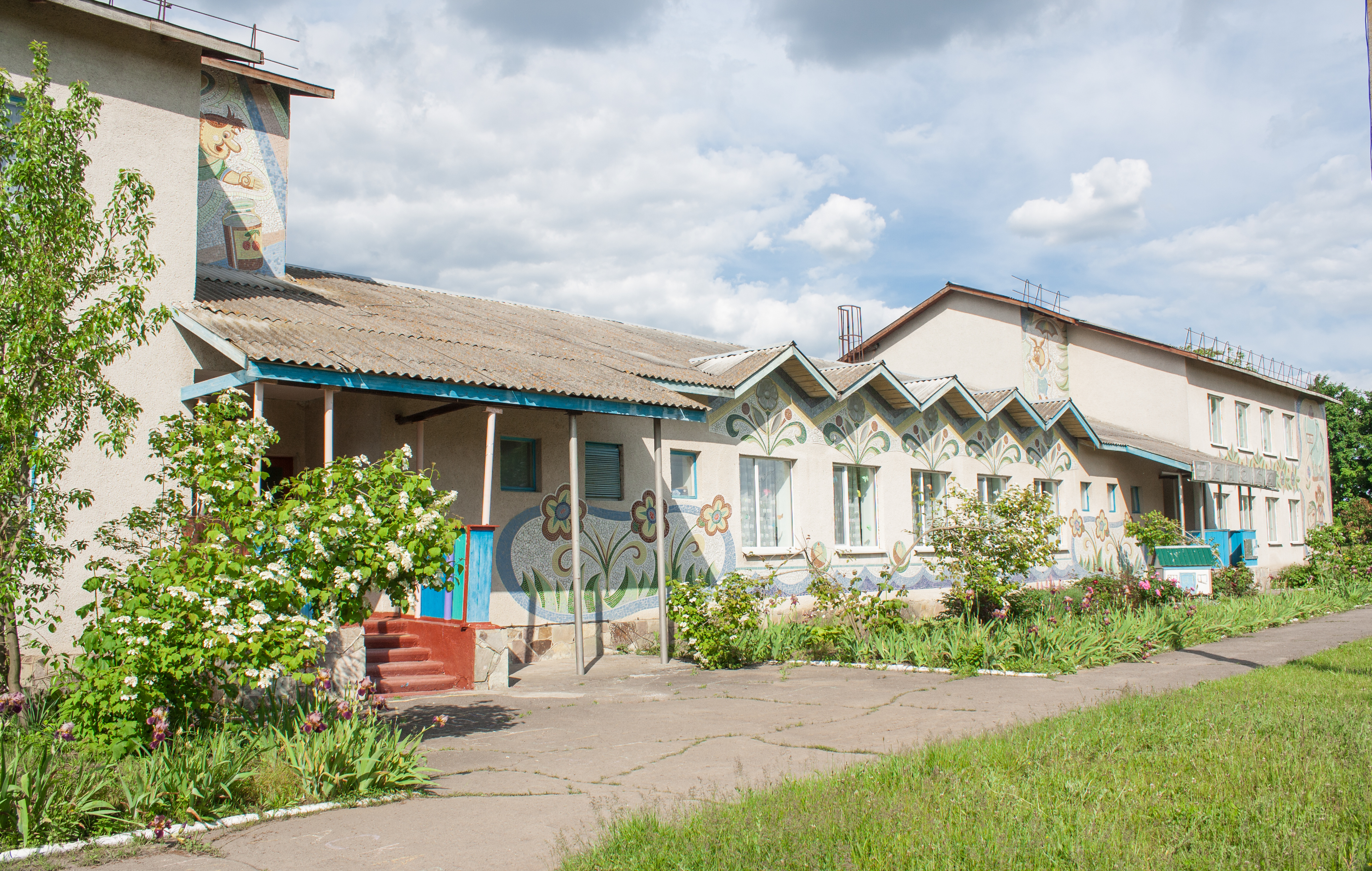
Дитсадок
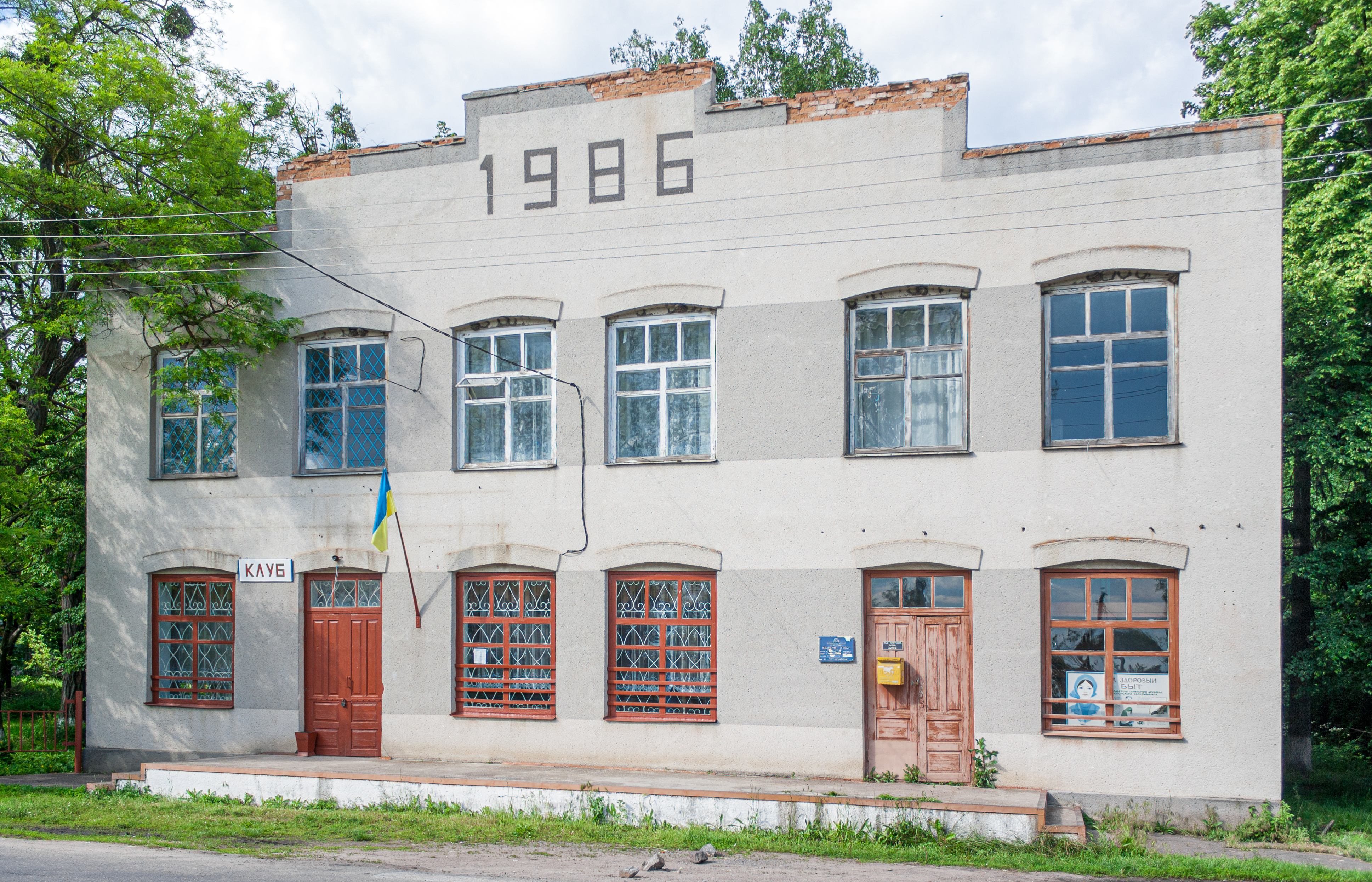
Клуб і пошта
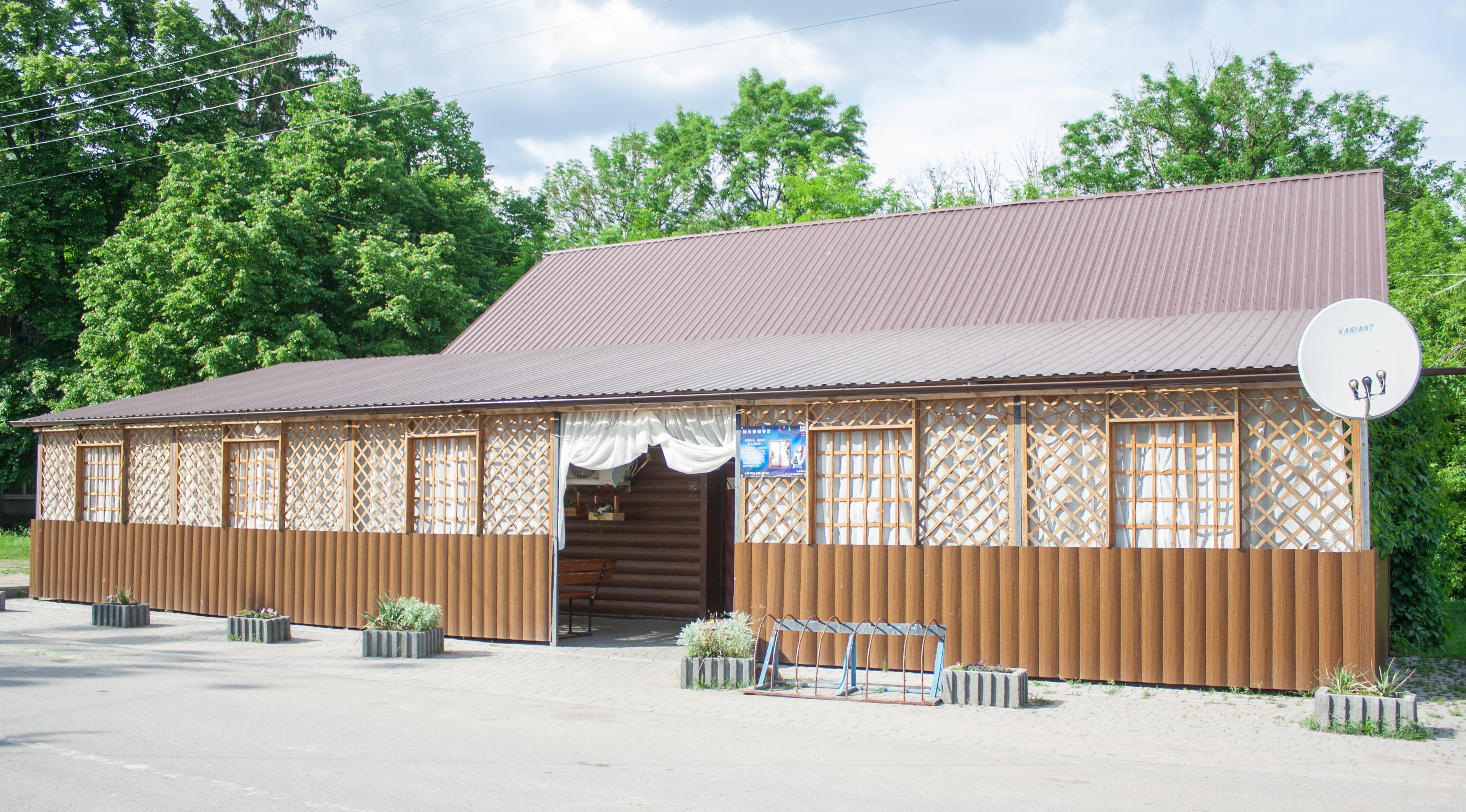
Магазин
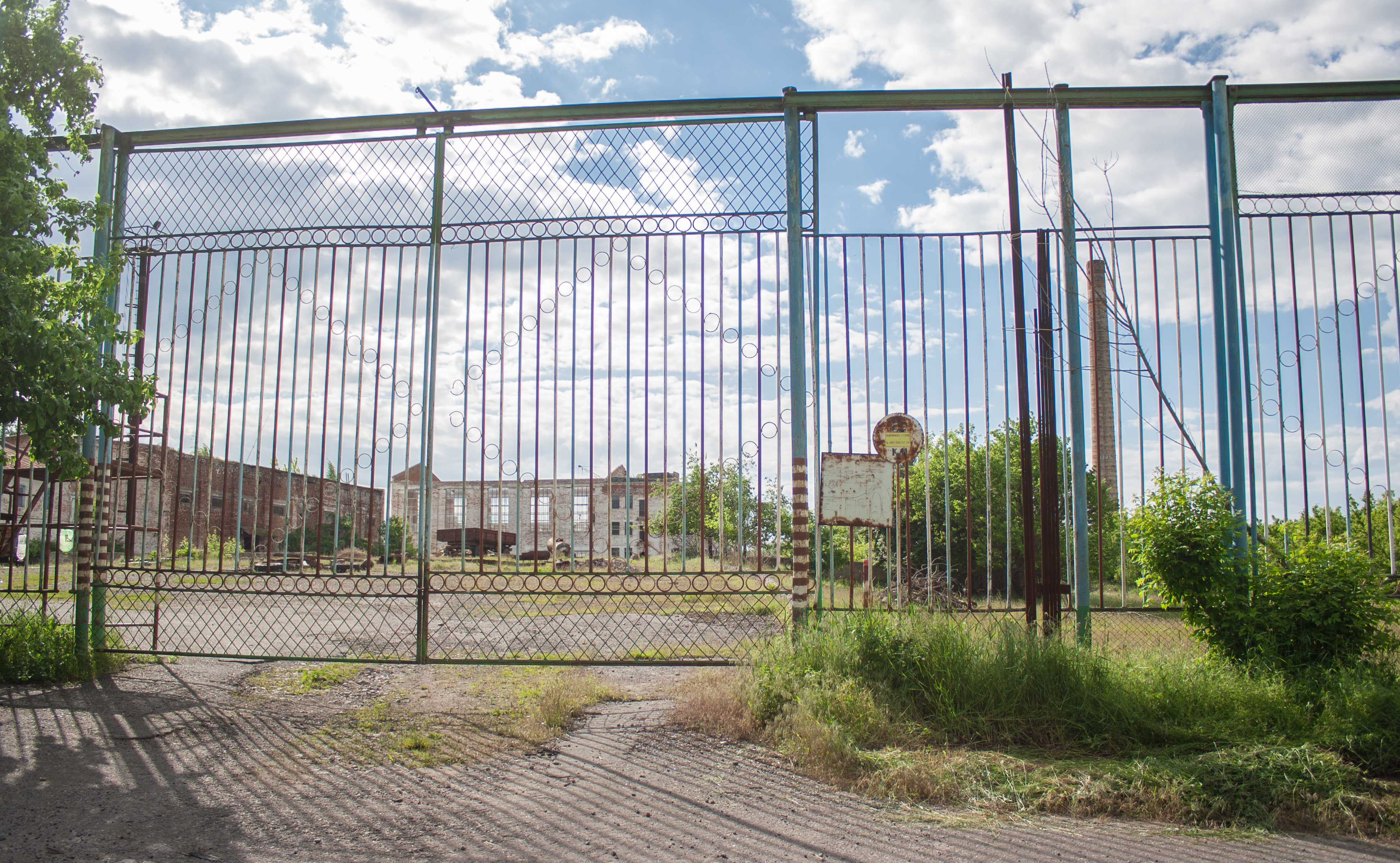
Колишній цукрозавод
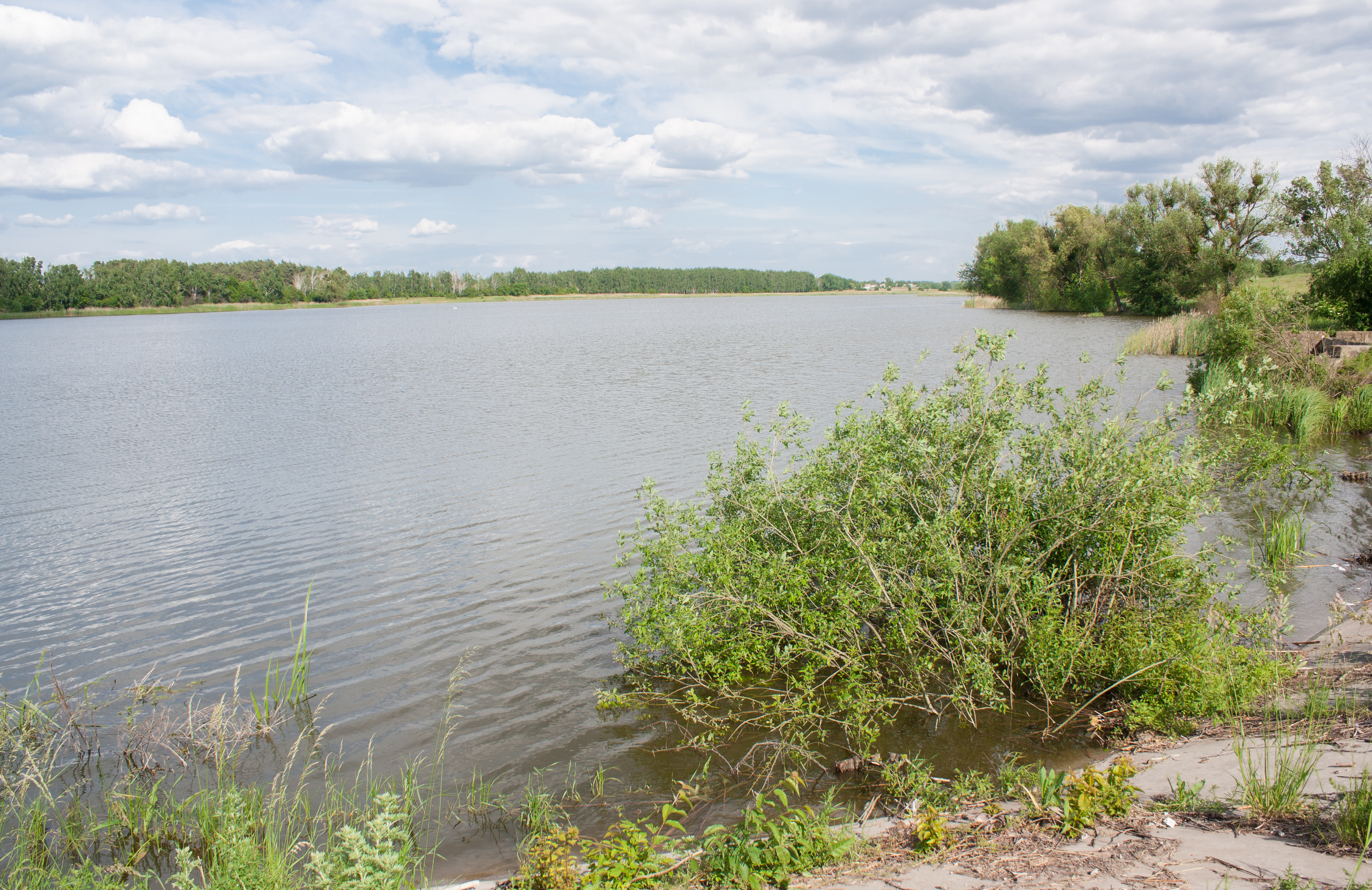
Ставок на річці Сорока
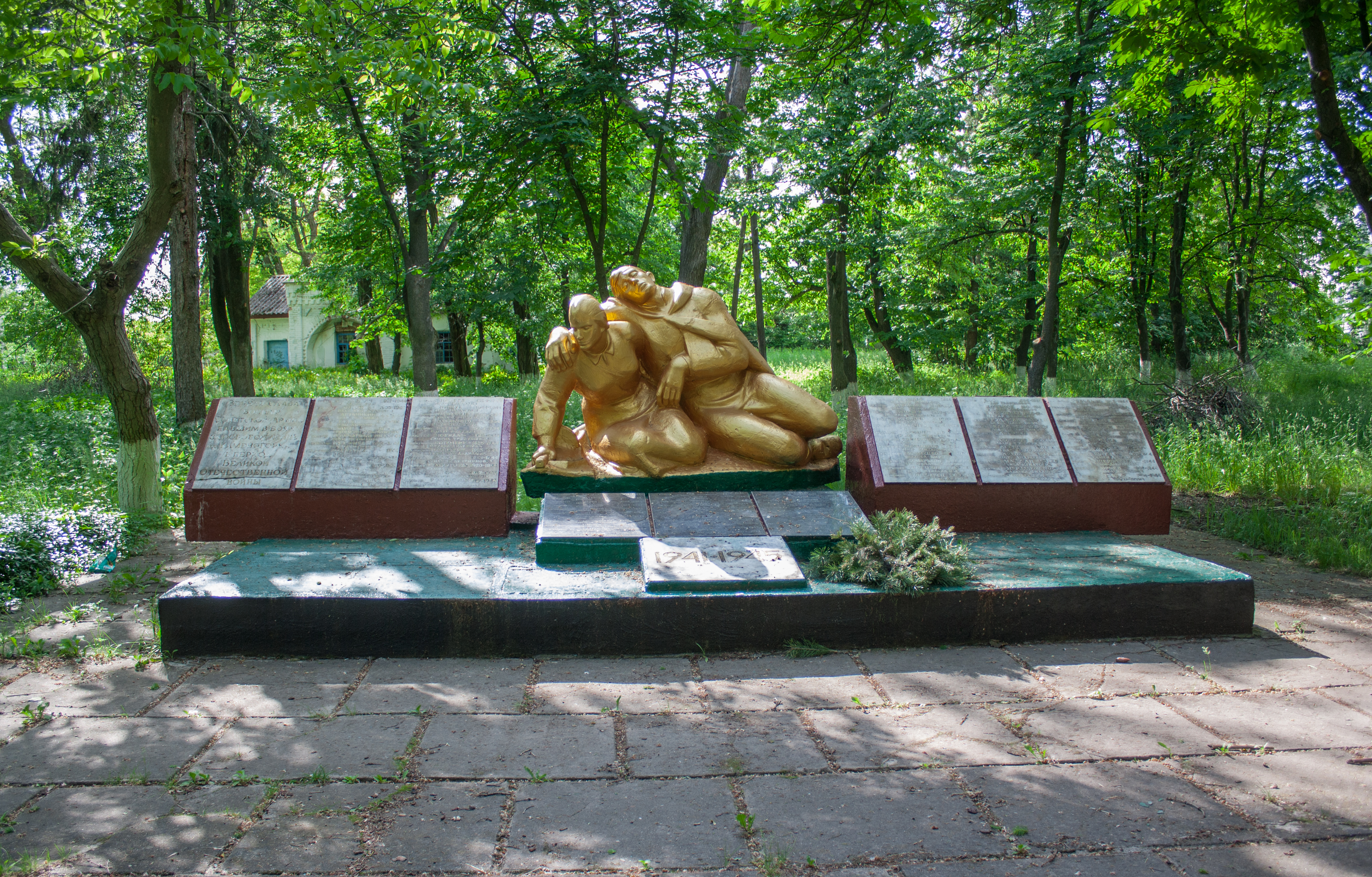
Братська могила радянських воїнів